# Kerċem
Kerċem (officiële naam Ta' Kerċem) is een plaats en gemeente op het Maltese eiland Gozo met een inwoneraantal van 1654 (november 2005).
De plaats ligt op korte afstand van de Gozitaanse hoofdstad Victoria, maar heeft toch een duidelijke eigen identiteit weten te behouden en functioneert vrijwel zelfstandig.
De kerk van Kerċem, die werd gebouwd van 1846 tot 1851, werd gewijd aan Gregorius de Grote op 22 oktober 1912. De eerste steen werd gelegd op 12 maart 1846 tijdens de feestdag van Gregorius. Op 10 maart 1885 werd Kerċem officieel een zelfstandige parochie.
De plaats ligt vlak bij de heuvel "Il-Mixta", waarvan wordt aangenomen dat het de eerste locatie is van menselijke bewoning op de Maltese eilanden. De zeer vruchtbare omgeving stond bekend om de vele natuurlijke waterbronnen. Ook nu zijn hiervan nog sporen te zien: zo zijn nog steeds de overblijfselen te vinden van een aquaduct dat in 1839 werd gebouwd door de Britten om water te vervoeren naar Victoria.
De jaarlijkse festa van Kerċem wordt gehouden op de tweede zondag van juli. Dit dorpsfeest wordt gehouden ter ere van Gregorius de Grote.